# Koukkelosaaret
Koukkelosaaret är en ö i Finland. Den ligger i sjön Saarijärvi och i kommunen Kaavi i den ekonomiska regionen  Nordöstra Savolax ekonomiska region  och landskapet Norra Savolax, i den centrala delen av landet, 400 km nordost om huvudstaden Helsingfors. Öns area är 0,4 hektar och dess största längd är 110 meter i nord-sydlig riktning.  Notera att namnet antyder att det är fråga om flera öar.